# Liste der Monuments historiques in Dambelin
Die Liste der Monuments historiques in Dambelin führt die Monuments historiques in der französischen Gemeinde Dambelin auf.

## Liste der Objekte
| Bezeichnung                          | Beschreibung                                                                | Standort                                    | Kennzeichnung | Schutzstatus | Datum | Bild |
| ------------------------------------ | --------------------------------------------------------------------------- | ------------------------------------------- | ------------- | ------------ | ----- | ---- |
| Hauptaltar                           | Tabernakel und Retabel; Holz, farbig gefasst und vergoldet, 18. Jahrhundert | in der Kirche St-Desle-et-St-Bénigne (Lage) | PM25000624    | Classé       | 1910  |      |
| Skulptur Heiliger Antonius der Große | Holz, farbig gefasst, Ende des 15. Jahrhunderts                             | in der Kirche St-Desle-et-St-Bénigne (Lage) | PM25000627    | Classé       | 1975  |      |
| Prozessionskreuz                     | Kupfer, versilbert, 18. Jahrhundert                                         | in der Kirche St-Desle-et-St-Bénigne (Lage) | PM25000919    | Classé       | 1978  |      |
| Kelch und Patene                     | Silber, vergoldet, um 1730, Goldschmied Jean-Baptiste Perrenot              | in der Kirche St-Desle-et-St-Bénigne (Lage) | PM25000920    | Classé       | 1978  |      |
| Kelch und Patene                     | Silber, vergoldet, gemarkt 1663, Goldschmied Balthazar Chenevière           | in der Kirche St-Desle-et-St-Bénigne (Lage) | PM25000921    | Classé       | 1978  |      |
| Kelch und Patene                     | Silber, vergoldet, gemarkt 1694, Goldschmied Jean-Baptiste Charmet          | in der Kirche St-Desle-et-St-Bénigne (Lage) | PM25000922    | Classé       | 1978  |      |
| Skulptur Johannes der Täufer         | Holz, 15. oder 16. Jahrhundert                                              | in der Kirche St-Desle-et-St-Bénigne (Lage) | PM25002212    | Inscrit      | 1978  |      |
| Glocke                               | Bronze, 1693 gegossen                                                       | in der Kirche St-Desle-et-St-Bénigne (Lage) | PM25000625    | Classé       | 1942  |      |
| Antependium                          | Ölfarbe auf Holz, 17. Jahrhundert                                           | in der Kirche St-Desle-et-St-Bénigne (Lage) | PM25000626    | Classé       | 1944  |      |